# Benelli Pepe
El Benelli Pepe es un scooter producido entre 1998 y 2015 por el fabricante italiano de motocicletas Benelli.
También se vendió bajo la marca Renault como Renault Specimen.

## Historia
Este es el primer scooter de ruedas altas con un motor de 50 cm³ producido por Benelli que entró en producción en junio de 1998. El modelo en ese momento ofrecía un diseño original con formas redondeadas y el característico faro circular encapsulado en la parte delantera, así como dos tonifica la carrocería para que esté más de moda entre el público juvenil. 
Fue diseñado para reducir los costos de producción, de hecho tiene un cuerpo de dos piezas individuales y la mayoría de los componentes son de polipropileno, mientras que el frente es de ABS. La estructura del puente es muy simple con un simple tubo cromado, unido al marco en el punto más alto del escudo frontal. La instrumentación era escasa con la ausencia del indicador de combustible, pero solo estaba presente la luz de advertencia de reserva. En cambio, el tanque tiene una capacidad de 7,5 litros.
El motor de 50 cm³ es producido por Minarelli y es de dos tiempos refrigerado por aire.
El marco del monorraíl tiene una base trasera doble con ruedas de 16 ".
El sistema de frenado consta de un disco delantero de 220 mm y un tambor trasero de 110 mm. En el debut en Italia, solo estaba disponible la versión monoplaza, mientras que la homologación biplaza con un asiento más largo y reposapiés para el pasajero también estaba disponible en el extranjero.

### Modificación de Restyling 2001
El restyling hizo su debut en septiembre de 2001 y la gama pasó a llamarse Pepe LX: el diseño cambió con los plásticos renovados y la apariencia más elegante, y también se introdujo el modelo equipado con el nuevo motor 100 junto con el 50. Homologación Euro 1. El sillín biplaza también está disponible para el mercado italiano en el 50.
Desde 2002 se ha llegado a un acuerdo con el fabricante francés Renault y el Pepe también se vende como Renault Specimen; el modelo es idéntico en que solo se cambia el logo en el escudo y la placa lateral.
La producción se interrumpió en 2003 debido a dificultades financieras y tras la compra de Benelli por parte del grupo chino Qianjiang a finales de 2005, la producción de Pepe se reanuda en Italia con la gama 2006 compuesta por el 50 base y el 50 LX homologados según el Euro. estándar 2. El 100 no se eleva debido a las bajas ventas. La producción del gemelo de la marca Renault continúa, ya que es vendido por la red de ventas de la compañía francesa.
En 2007 la gama se amplía con la versión Classic, que no es otro que el modelo anterior al restyling de 1998 vuelto a producción.

### Modificación de Restyling 2010
En mayo de 2010 debuta un nuevo restyling del Pepe 50, en sustitución del anterior Pepe LX; el antiguo Clásico permanece en producción. 
En noviembre de 2011, con motivo del centenario de la empresa, la versión 50 de cuatro tiempos se presentó en el Salón del Automóvil de Milán y salió a la venta en marzo de 2012; este modelo se suma a la versión de dos tiempos que se ha mantenido en producción.
En la feria EICMA 2014 se presenta la nueva gama 2015, formada por 50 cuatro tiempos y por primera vez también en la cilindrada 125. Sale de escena el viejo 50 dos tiempos.
La producción finaliza en 2015 cuando la casa se retira de la producción de scooters centrándose en la de motocicletas

## Enlaces
- Wikimedia Commons alberga una categoría multimedia sobre Benelli Pepe.

- Datos: Q11687712
- Multimedia: Benelli Pepe / Q11687712